# Acamixtla
Acamixtla (del náhuatl: Acalixtlahuacan, Acamilixtlahuacan “Llanura de los sembrados de caña”), es una localidad mexicana ubicada en la región Norte del estado de Guerrero, se encuentra a 7 kilómetros en dirección Este del municipio de Taxco de Alarcón.
Hay 4,297 habitantes, o 5386 personas, <<pendiente actualización>>. y está a 1,562 metros de altura. Es el 3er. pueblo con más población de todo el municipio.